# Amt Eggebek
La comunità amministrativa di Eggebek (Amt Eggebek) si trova nel circondario di Schleswig-Flensburgo nello Schleswig-Holstein, in Germania.

## Suddivisione
Comprende 8 comuni:
1. Eggebek (2 578)
2. Janneby (416)
3. Jerrishoe (1 017)
4. Jörl (802)
5. Langstedt (1 040)
6. Sollerup (477)
7. Süderhackstedt (338)
8. Wanderup (2 613)

Il capoluogo è Eggebek.
(Tra parentesi i dati della popolazione al 31 dicembre 2021)